# Chantal Kesteloot
Chantal Kesteloot, née en 1963 est une historienne belge, spécialiste de la mémoire des deux guerres mondiales et du mouvement wallon. Elle est également une spécialiste de l'odonymie et, notamment de la décolonisation de l'espace public. Elle publie de nombreux ouvrages sur ces sujets et est régulièrement appelée à apporter son expertise aux débats et aux médias. Elle est également membre de plusieurs commissions publiques apporte un regard critique à la réflexion sur la décolonisation de l'espace public.

## Biographie
Chantal Kesteloot est née en 1963. Elle obtient un doctorat en histoire contemporaine en 2001 à l'Université libre de Bruxelles, avec une thèse sur Le Mouvement wallon et Bruxelles de 1912 à 1965. À cette époque, ses trois enfants avaient huit, six et presque quatre ans. 

### Fonctions
Elle travaille depuis 1992 au Centre d'études guerre et société (CEGESOMA) où elle est responsable de l'histoire publique. Elle coordonne également le site internet du projet Belgium WWII, consacré à la Belgique durant la Seconde Guerre mondiale,.
En 2010, elle fait partie de la Commission scientifique qui assiste le Comité Mémoire et démocratie  au sein du Parlement wallon et dont le but est la défense des valeurs démocratiques.
En 2012, Chantal Kesteloot rejoint le comité éditorial de la Revue belge d'histoire contemporaine, revue bilingue dont un numéro par an paraît en anglais,.
Elle est également secrétaire de la Fédération internationale d’Histoire publique.
Chantal Kesteloot participe régulièrement à des débats, conférences, interviews ou articles dans son domaine de compétence. Elle contribue ainsi à plusieurs reprises au podcast de La Libre Belgique, Parlons d'histoire.

### Domaines de recherche
Chantal Kesteloot publie plusieurs ouvrages sur les deux guerres mondiales et la façon dont elles sont vécues à Bruxelles en particulier.
Parmi ses sujets de recherche, l'étude du mouvement wallon figure en bonne place mais elle s'intéresse également au mouvement flamand. Elle publie Au nom de la Wallonie et de Bruxelles français : Mouvement wallon, fédéralisme et liberté linguistique en 2004, en collaboration avec Hervé Hasquin, et Régionalisme wallon et nationalisme flamand : D'autres projets ou simplement un autre nom ? en 2013 ainsi que plusieurs articles et est régulièrement invitée à titre d'experte,.
Elle est également reconnue pour son expertise dans les questions liées à la colonisation et à sa représentation dans l'espace public. En 2022, elle publie ainsi l'article Décoloniser l'espace public dans Journal of Belgian History. Elle considère que résumer le débat à la question simpliste : faut-il déboulonner ou conserver ? revient à discréditer ceux qui luttent pour une décolonisation de l’espace public et suggère qu’il n’y aurait pas de compromis possible. A Etterbeek, elle  participe, comme experte, à la commission de réflexion composée de citoyens et d'élus, sur ce sujet,, et à Schaerbeek, elle est également l'experte dans le groupe de travail, créé en 2022, qui réfléchit au sort à réserver au buste officiel de l'ancien bourgmestre, Roger Nols, célèbre pour ses positions et mesures racistes
Elle prend également position en faveur de la création d'un musée des migrations et déplore l'absence de personnes issues de l'immigration dans les noms de rue de la région bruxelloise : « ...il n’existe quasi aucun nom de rue rendant hommage à des personnes issues de l’immigration. Or, Bruxelles aujourd’hui est aussi le fruit de ces acteurs-là (…). Les personnes qui construisent le Bruxelles d’aujourd’hui et de demain ont aussi droit à un espace public qui leur ressemble et dans lequel ils se sentent bien. Si demain nous voulons aller vers une société plus apaisée, des rapports moins tendus, moins crispés, il faut aussi que nous réfléchissions à la façon d’aménager notre espace public autrement. »,.

## Publications (sélection)

### Monographies
- Lodewijk Wils (trad. du néerlandais par Chantal Kesteloot), Histoire des nations belges : Belgique, Flandre, Wallonie : quinze siècles de passé commun [« Van Clovis tot Happart : de lange weg van de naties in de Lage landen »], Qorum, 1996, 360 p. (ISBN 978-2-930014-66-1)
- (nl) Brussel 1940-1944, Meulenhoff/Manteau, 1999, 152 p. (ISBN 9789085422075)
- Bruxelles sous l'Occupation : 1940-1944 (ISBN 978-2507002770)
- avec José Gotovitch, Occupation, répression : un passé qui résiste, Labor, 2002, 237 p. (ISBN 978-2-8040-1663-0)
- avec Hervé Hasquin, Au nom de la Wallonie et de Bruxelles français : Mouvement wallon, fédéralisme et liberté linguistique, Complexe, 2004, 416 p. (ISBN 978-2870279878)
- Régionalisme wallon et nationalisme flamand : D'autres projets ou simplement un autre nom ?, ASP, 2013, 76 p. (ISBN 978-9057183010)
- Albert & Elisabeth, le film de la vie d'un couple royal, Mardaga, 2014, 154 p. (ISBN 9782804702366)
- avec Laurence Van Ypersele et Emmanuel Debruyne, Bruxelles, la mémoire et la guerre (1914-2014), Renaissance du livre, 2015
- avec Bruno Benvindo, Bruxelles Ville Occupée 1914-1918, Renaissance du Livre, 2016, 176 p. (ISBN 978-2507053383)
- avec Laurence van Ypersele, La Belgique et la grande guerre : du café liégeois au soldat inconnu, Racine, 2018, 176 p. (ISBN 9782390250425)
- avec Bénédicte Rochet, Bruxelles, ville libérée (1944-1945), La Renaissance du Livre, 2019, 176 p. (ISBN 978-2507056452)

### Articles
- « Mouvement wallon et identité nationale », Courrier hebdomadaire du CRISP,‎ 1993/7 (n° 1392), p. 1-48 (lire en ligne)
- avec Bruno Benvindo, « Témoins, historiens, États : mémoires de la Seconde Guerre mondiale en Belgique (1945-2015) », Image des comportements sous l'occupation, Presses universitaires de Rennes,‎ 2016 (lire en ligne)
- « De la séparation administrative au nationalisme belge : la quête identitaire du mouvement wallon à la faveur de la Grande Guerre », Minorités, identités régionales et nationales en guerre   1914-1918, Presses universitaires de Rennes,‎ 2017 (lire en ligne)
- avec Bénédicte Rochet, « Du patriotisme à l’accommodation : autorités locales et occupations à Bruxelles », En territoire ennemi. Partie II : Occupations et transferts d’expérience : d’un front à l’autre, d’une guerre à l'autre, Presses universitaires de Rennes,‎ 2018 (lire en ligne)
- « 1918-2018 : quatre ans de guerre, cent ans d'impacts », Le Vif-L'Express  coll. Hors-série,‎ 19 octobre 2018
- « De la rue Léopold au boulevard Albert II. Monarchie et odonymie bruxelloise », La Revue nouvelle,‎ 2020/4 n° 4 (lire en ligne)